# Аустралијска плоча
Аустралијска плоча једна је од главних тектонских плоча, а налази се на источној и великим делом на јужној хемисфери. Првобитно део античког континента Гондване, Аустралијска плоча је остала повезана са Индијском и Антарктичком плочом, све док се пре приближно 100 милиона година Индијска плоча није одвојила и почела покретати северно. Аустралијска и Антарктичка плоча почеле су да се кидају пре око 85 милиона година, а у целости су се раздвојиле пре око 45 милиона година. Аустралијска плоча се касније спојила са суседном Индијском плочом испод Индијског океана, како би настала јединствена, једноделна Индоаустралијска плоча. Међутим, недавне студије сугеришу да су се две плоче још једном раздвајале и постојале као засебне плоче најмање 3 милиона година, а највероватније и више од тог временског раздобља. Аустралијска плоча укључује континент Аустралију, затим Тасманију, као и делове Нове Гвинеје, Новог Зеланда и басена Индијског океана.

## Географија
Северноисточна страна је сложена, али — уопштено говорећи — представља конвергентну границу са Пацифичком плочом. Пацифичка плоча се подвлачи под Аустралијску плочу, чиме настају Тонгански ров и Кермадечки ров, те паралелни Тонгански и Кермадечки острвски лукови. Такође уздиже источне делове новозеландског Северног острва.
Бивши микроконтинент Зеландија, који се од Аустралије одвојио пре око 85 милиона година и који се пружа од Нове Каледоније северно до Новозеландских субантарктичких острва јужно, тренутно се „разапиње” дуж трансформног раседа ког обележава Алпски расед.
Јужно од Новог Зеланда граница постаје прелазна трансформно-конвергентна граница (Зона Макворског раседа), где Аустралијска плоча почиње да понире под Пацифичку плочу уздуж Пушегурског рова. Југозападно од овог рова пружа се се Макворски гребен.
Јужна страна је дивергентна граница са Антарктичком плочом и носи име Југоисточноиндијски гребен (ЈИИГ; енгл. Southeast Indian Ridge, SEIR).
Понирућа граница кроз Индонезију није паралелна са биогеографском Волисовом линијом која раздваја аутохтону фауну Азије од оне Аустралазије. Источна острва леже углавном на Евроазијској плочи, али имају фауну и флору која је повезана са оном аустралазијском. Југоисточни делови леже на ободима Сундског епиконтиненталног појаса.

## Порекло
Депозиционо доба Групе планине Барен на јужној маргини Јилгарнског кратона и цирконске провенијенцијске анализе подржавају хипотезу да су судари између Пилбарско-јилгарнског и Јилгарнско-голерског кратона скупа створили протоаустралијски континент пре приближно 1.696 милиона година (Досон и сур. 2002).